# Aoupinieta mountpanieae
Aoupinieta mountpanieae Razowski, 2013 è una falena appartenente alla famiglia Tortricidae, endemica della Nuova Caledonia.

## Etimologia
Prende il nome dalla montagna Mont Panié ubicata sull'isola  Grande Terre.

## Descrizione
L'apertura alare è di 20–30 mm. Il colore di fondo delle ali è marrone cannella con puntini marroni radi, ma più scuro nella metà distale. C'è una macchia bianca alla fine della cellula mediana. I posteriori sono color crema giallastra, sfumati di arancione in modo apicale.